# JIHAI〜磁海〜
『JIHAI〜磁海〜』（ジハイ）は、二越としみによる日本の漫画作品。『comic B's-LOG』（エンターブレイン）にて、2006年4月号より2008年1月号まで連載されたSF作品。単行本は全3巻が刊行されている。

## 漫画
磁場の変動（ポールシフト）による大災害を回避するため、地球に環を付け固定された未来の地球。それによって人の住めない地域・磁海（ジハイ）が生まれ、世界は荒廃していた。衰退の一途をたどる人類は、寿命を操作できるクローン技術によって、新たな人種―労働力としての“レイバント”を生み出した。
【18】の刻印を胸に持つレイバント、アオイ。 
残りわずかな寿命をかけて、アオイは幼なじみを殺した敵国の英雄アルクライン＝コールを追っていた。だがその英雄の正体とは――アオイを救い、居場所を与えてくれた、穏かな同居人であるディスだった。「ディスが…憎いんじゃない」そう気づいたアオイだったが、寿命“18”のリミットは刻々とアオイを追い詰めてゆく。やがてアオイの選択は、周りの人々の運命を変え、やがては世界をも動かす力になっていく。

## 登場人物一覧
アオイ
寿命設定が18歳のレイバント。幼なじみのヨシノをアルクラインに殺されたため、残り僅かな寿命をかけて復讐の旅に出た。現在はディスの経営する宿屋に居候しながら食堂を手伝っている。＜磁海＞を通過する事の出来る特殊な体質の持ち主。
ディス（ディスフィールド）
まっすぐで無口、そして不器用。アオイを助け、自分が経営する宿屋に連れてきた。毎週トリスの教会にいる子供達に給食を提供している。元ヘイズガルドの英雄、アルクライン＝コール。
トリストラム
長髪で軽く見られがちだが、教会の司教。身寄りのないレイバントや子供達を教会に集め、世話をしている。常に陽気な表情の裏に、複雑な過去と、暗い野望を秘めている。
シラクサ
医者。いつも派手なシャツを着て飄々としているが、医者としての腕は確か。皆の良きアドバイザー役となっている。かつてはヘイズガルド軍・諜報部所属でアルクラインと因縁があった。戦闘中に右目を負傷したらしい描写があり、常に髪で隠している。後半には眼帯着用。
シオン
トリスの教会に住むレイバントの少年。人の心の表層を読み取れる特殊な能力を持つ。その能力ゆえに、達観し大人びた部分が見え隠れする。
ヨシノ
アオイと一緒に育ったレイバントの少女。先の大戦の中で、アルクラインによって命を奪われた。
神父
アオイの出身国ロスニアにある、スラムの教会に住む神父。
楓（かえで）
スラムの教会で神父の手伝いをしている少女。

## 用語
磁海（＝ジハイ）
磁場の乱れによって、人の遺伝子を破壊してしまう地域。通常の人間は長期間その中で生存することが出来ない。現在も各所に広がっていて、都市を分断している。
レイバント
クローン技術によって生み出される、人型。様々な文化が失われる中、人間に代わる労働力として発達。オリジナルの人間と区別するため、寿命の制限がかけられている。通常の設定平均寿命は50歳前後。体のどこかに寿命や固体を示す刻印がされている。作中の時代には、単なるクローンではなく「遺伝子操作によって生み出された、親を持たない新人類」との見方もされ、軋轢を生んでいる。
極軸移動（＝ポールシフト）
地球の極軸の傾きが変わってしまうこと。季節や天候が激変し、地球に大災害を引き起こすと考えられている。
アルクライン＝コール
ディスフィールドのかつての名前。ヘイズガルドの将軍で、英雄と称えられている。だが、その冷酷非情な戦いぶりは、各国に恐怖をもたらした。身を隠した現在でも、事あるごとにその名が引き合いに出されている。ヘイズガルドと敵対する国からは、多額の賞金をかけられた賞金首である。
ヘイズガルド
各国に侵攻している軍事大国。
レスバレンツ
人とレイバントを分け隔てなく受け入れている、建国して間もない北の独立国。作中のメイン舞台となっている。
ロスニア
ヘイズガルドの属国。主人公アオイが幼馴染ヨシノと共に住んでいた国。
サハール王国
西に位置する王国。レンバントの持つ特殊な能力に注目し、早くから研究対象にしていたと思われる。

## ドラマCD
2008年より原作に沿って順次ドラマCD化されている。製作・販売はインターコミュニケーションズ。
- JIHAI〜磁海〜（2008年11月25日発売）
- JIHAI〜磁海〜 Second Code（2009年3月25日発売）
- JIHAI〜磁海〜 Third World（2009年8月25日発売）
- JIHAI〜磁海〜 Another Pain（2009年11月25日発売）

### キャスト
- アオイ：浪川大輔
- ディスフィールド：安元洋貴
- トリストラム：小野大輔
- シラクサ：遊佐浩二
- シオン：梶裕貴

- ヨシノ：阿久津加菜
- ミア：高本めぐみ
- ジェームズ：大川透
- ジェームズの秘書：遠藤大智
- レイル：大原崇
- 賞金稼ぎ：前野智昭
- 若手議員：佐藤雄大
- 議員秘書：坂巻学
- アオイ（幼少期）：大原桃子
- トリストラム（幼少期）：東條加那子

- カナン：市来光弘
- ロッセ：島田あゆみ
- ルビー：仲村萌実
- 神父：櫻井孝宏
- 楓：沼倉愛美
- クロト：細谷佳正
- 後任神父：小田久史
- 国家元帥：石上裕一
- アナウンサー：岡崎雅紘
- 男性客：高橋英則
- 女性職員：安田奈緒子

## 単行本
1. 2006年12月27日 ISBN 978-4-7577-3122-6
2. 2007年6月30日 ISBN 978-4-7577-3598-9
3. 2008年2月1日 ISBN 978-4-7577-4030-3